# 고구려발해학회
고구려발해학회는 고구려와 발해사 및 북방사의 국내외의 연구와 발표를 통한 역사학 발전을 위해 1995년 12월 28일에 '사단법인 고구려연구회'로 설립된 대한민국의 학술단체이다.
설립은 서경대 서길수교수가 중심이 되었으며, 2005년 본격적인 학회체제가 되어서는 회장에 서영수 (1949년) 단국대 교수 그리고 2006년 한규철 경성대 교수로 이어오다가, 2007년 11월10일부터 학회 이름을 사단법인 고구려발해학회로 바꾸고 발해사학회와 통합하였다. 회장 겸 이사장에 한규철로 운영되다가, 2011년 3월14일에는 법인과 학회를 이원화하여 이사장은 이강현 현인코스메틱 사장이 취임하고, 회장은 한규철교수가 맡아서 업무를 수행했다. 2014년 1월1일부터는 공석구 교수가 회장직을 맡아 2019년 12월 31일까지 수행했다. 2020년 1월 1일부터는 한국전통문화대학교 융합고고학과의 정석배 교수가 회장으로, 2020년 3월 26일부터는 학연문화사의 권혁재 대표가 이사장으로 취임해 현재까지 활동중이다.